# بايسايد (ويسكونسن)
بايسايد (بالإنجليزية: Bayside, Wisconsin)‏ هي بلدة تقع في الولايات المتحدة في مقاطعة أوزاوكي (ويسكونسن). يقدر عدد سكانها بـ 4,389 نسمة ومساحتها 6.19 كم2 وترتفع عن سطح البحر 205 متر.

## التركيبة السكانية
قام مكتب تعداد الولايات المتحدة بتحديد بيانات التركيبة السكانية لبايسايد في تعداد الولايات المتحدة. في ما يلي، التركيبة السكانية حسب تعدادي 2000 و2010.

### تعداد عام 2000
بلغ عدد سكان بايسايد 4,518 نسمة بحسب تعداد عام 2000، وبلغ عدد الأسر 1,769 أسرة وعدد العائلات 1,326 عائلة مقيمة في القرية. في حين سجلت الكثافة السكانية 1,898.7 نسمة لكل ميل مربع (733.1/كم2). وبلغ عدد الوحدات السكنية 1,834 وحدة بمتوسط كثافة قدره 770.8 نسمة لكل ميل مربع (297.6/كم2).
وتوزع التركيب العرقي للقرية بنسبة 94.36% من البيض و 0.15% من الأمريكيين الأصليين و 1.81% من الأمريكيين ذوي الأصول الآسيوية و 0.09% من سكان جزر المحيط الهادئ و 2.77% من الأمريكيين الأفارقة و 0.51% من عرقين مختلطين أو أكثر.
بلغ عدد الأسر 1,769 أسرة كانت نسبة 31.5% منها لديها أطفال تحت سن الثامنة عشر تعيش معهم، وبلغت نسبة الأزواج القاطنين مع بعضهم البعض 67.3% من أصل المجموع الكلي للأسر، ونسبة 5.4% من الأسر كان لديها معيلات من الإناث دون وجود شريك، وكانت نسبة 25.0% من غير العائلات. تألفت نسبة 22.8% من أصل جميع الأسر من أفراد ونسبة 10.5% كانوا يعيش معهم شخص وحيد يبلغ من العمر 65 عاماً فما فوق. وبلغ متوسط حجم الأسرة المعيشية 2.89، أما متوسط حجم العائلات فبلغ 2.46.
بلغ العمر الوسطي للسكان 46 عاماً. وكانت نسبة 23.2% من القاطنين تحت سن الثامنة عشر، وكانت نسبة 3.9% بين الثامنة عشر والأربعة وعشرون عاماً، ونسبة 20.0% كانت واقعةً في الفئة العمرية ما بين الخامسة والعشرون حتى والأربعة وأربعون عاماً، ونسبة 32.2% كانت ما بين الخامسة والأربعون حتى الرابعة والستون، ونسبة 20.6% كانت ضمن فئة الخامسة والستون عاماً فما فوق. يوجد لكل 100 أنثى 91.3 ذكر، ويوجد لكل 100 أنثى في الثامنة عشر من عمرها فما فوق 88.4 ذكر.
بلغ متوسط دخل الأسرة في القرية 88,982 دولار، أما متوسط دخل العائلة فبلغ 104,771 دولار. وكان متوسط دخل الذكور 74,722 دولار مقابل 41,935 دولار للإناث. وسجل دخل الفرد الخاص بالقرية 49,357 دولار. وكانت نسبة 3.0% من العائلات ونسبة 2.9% من السكان تحت خط الفقر، وكان من هؤلاء نسبة 3.9% تحت سن الثامنة عشر ونسبة 0.7% في الخامسة والستين من العمر وما فوق.

### تعداد عام 2010
بلغ عدد سكان بايسايد 4,389 نسمة بحسب تعداد عام 2010، وبلغ عدد الأسر 1,831 أسرة وعدد العائلات 1,281 عائلة مقيمة في القرية. في حين سجلت الكثافة السكانية 1,836.4 نسمة لكل ميل مربع (709.0/كم2). وبلغ عدد الوحدات السكنية 1,945 وحدة بمتوسط كثافة قدره 813.8 لكل ميل مربع (314.2/كم2).
وتوزع التركيب العرقي للقرية بنسبة 90.7% من البيض و 0.3% من الأمريكيين الأصليين و 3.7% من الأمريكيين ذوي الأصول الآسيوية و 0.1% من سكان جزر المحيط الهادئ و 3.3% من الأمريكيين الأفارقة و 1.4% من عرقين مختلطين أو أكثر.
بلغ عدد الأسر 1,831 أسرة كانت نسبة 29.9% منها لديها أطفال تحت سن الثامنة عشر تعيش معهم، وبلغت نسبة الأزواج القاطنين مع بعضهم البعض 62.4% من أصل المجموع الكلي للأسر، ونسبة 6.1% من الأسر كان لديها معيلات من الإناث دون وجود شريك، بينما كانت نسبة 1.5% من الأسر لديها معيلون من الذكور دون وجود شريكة وكانت نسبة 30.0% من غير العائلات. تألفت نسبة 26.3% من أصل جميع الأسر من أفراد ونسبة 14.7% كانوا يعيش معهم شخص وحيد يبلغ من العمر 65 عاماً فما فوق. وبلغ متوسط حجم الأسرة المعيشية 2.89، أما متوسط حجم العائلات فبلغ 2.38.
بلغ العمر الوسطي للسكان 48 عاماً. وكانت نسبة 23.5% من القاطنين تحت سن الثامنة عشر، وكانت نسبة 3.6% بين الثامنة عشر والأربعة وعشرون عاماً، ونسبة 18.5% كانت واقعةً في الفئة العمرية ما بين الخامسة والعشرون حتى والأربعة وأربعون عاماً، ونسبة 33.6% كانت ما بين الخامسة والأربعون حتى الرابعة والستون، ونسبة 20.8% كانت ضمن فئة الخامسة والستون عاماً فما فوق. وتوزع التركيب الجنسي للسكان بنسبة 46.9% ذكور و53.1% إناث.